# Xã Pine Creek, Quận Clinton, Pennsylvania
Xã Pine Creek (tiếng Anh: Pine Creek Township) là một xã thuộc quận Clinton, tiểu bang Pennsylvania, Hoa Kỳ. Năm 2010, dân số của xã này là 3.215 người.